# Chen Feiping
Pour les articles homonymes, voir Chen.
Chen Feiping née le 11 novembre 1997, est une joueuse chinoise de hockey sur gazon.

## Carrière
Elle a fait ses débuts en janvier 2022 à Mascate pour concourir à la Coupe d'Asie 2022.